# Hellevad (Aabenraa Kommune)
Hellevad (deutsch Hellewatt) ist ein dänischer Ort mit rund 500 Einwohnern in der Aabenraa Kommune, Region Syddanmark. Die stattliche romanische Dorfkirche bildet den Mittelpunkt von Hellevad Sogn.

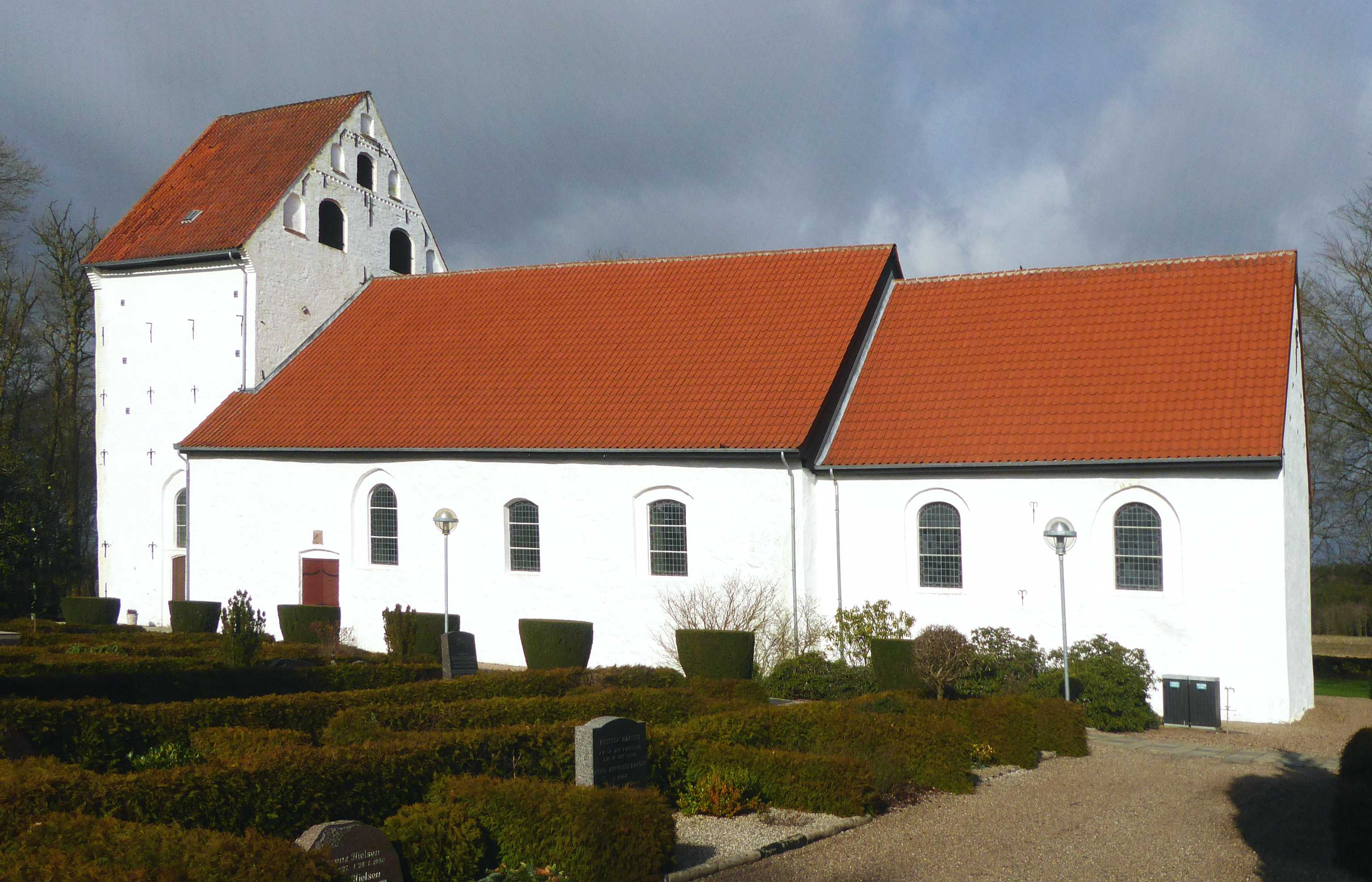
Hellevad Kirke in Hellevad Sogn, Kommune Aabenraa (2020)

## Wirtschaft und Verkehr
Wichtigste Verkehrswege sind die Sekundärroute 429 von Løgumkloster  (deutsch Lügumkloster) nach Rødekro (deutsch Rothenkrug) und die Sekundärroute 179 von Ribe nach Süden Richtung E 45.
Mit der Strecke Lügumkloster–Haberslund(–Apenrade) der Apenrader Kreisbahn erhielt Hellewatt 1901 einen Bahnanschluss mit einem Bahnhof sowie einem Haltepunkt in Hellewatt Mühle. Diese Strecke ging 1926 beim Umbau in die Bahnstrecke Bredebro–Løgumkloster–Rødekro auf, wurde jedoch bereits 1936 wieder stillgelegt. Damit entfiel der Bahnhof in Hellevad. Das Stationsgebäude ist als Hotel erhalten geblieben.

## Persönlichkeiten
Eva Kjer Hansen, dänische Politikerin (geb. 1964 in Aabenraa), wuchs in Hellevad auf.